# Calilena gertschi
Calilena gertschi là một loài nhện trong họ Agelenidae.
Loài này thuộc chi Calilena. Calilena gertschi được Ralph Vary Chamberlin & Wilton Ivie miêu tả năm 1941.